# Evander Kane
Evander Frank Kane (né le 2 août 1991 à Vancouver, dans la province de la Colombie-Britannique au Canada) est un joueur professionnel canadien de hockey sur glace.

## Carrière

### Carrière de joueur

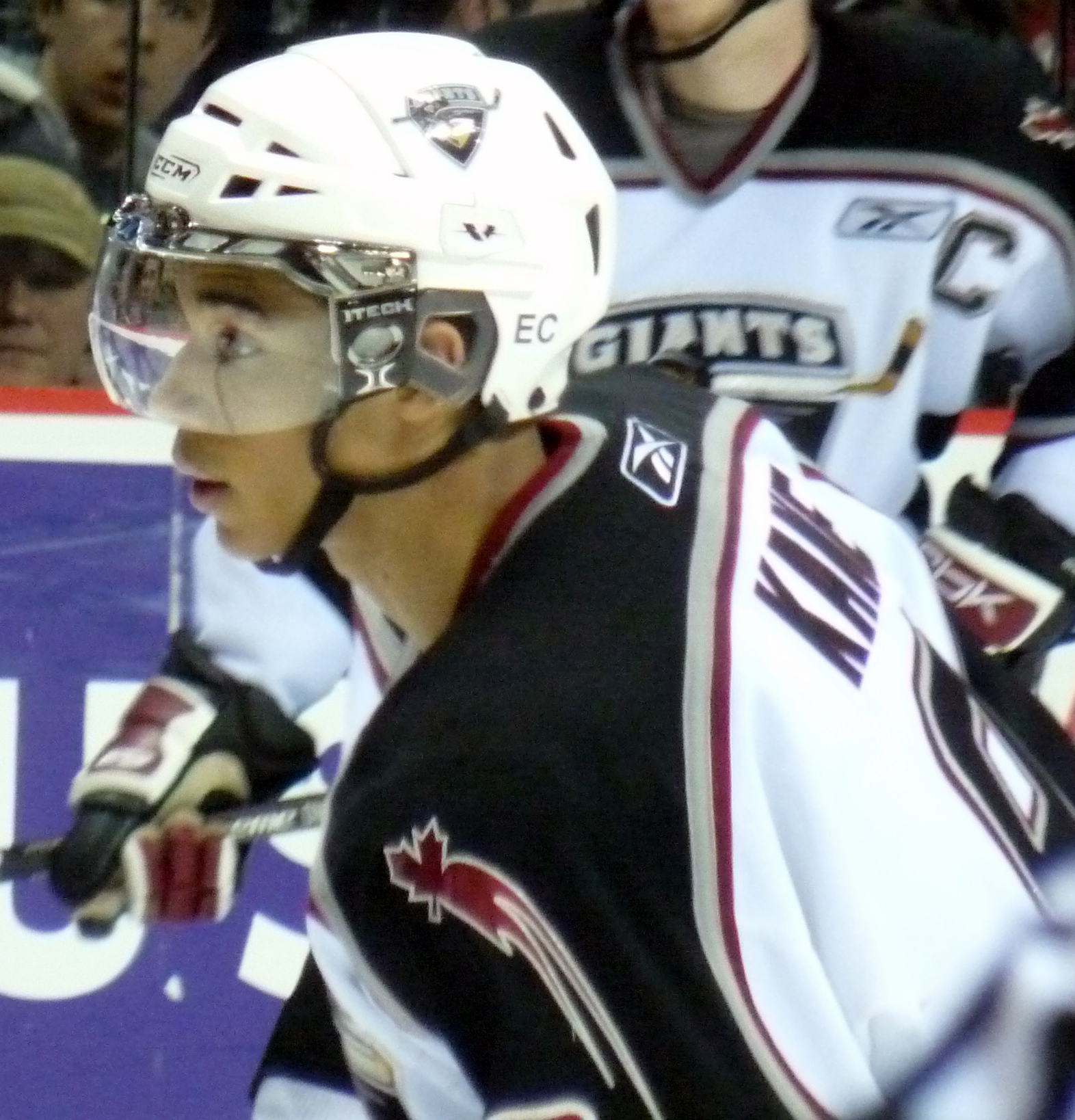
Kane en 2009 avec les Giants de Vancouver.

En 2007, il débute dans la Ligue de hockey de l'Ouest avec les Giants de Vancouver. Les Giants remportent cette année-là la Coupe Memorial. La saison suivante, il est nommé pour le Trophée Jim Piggott de la meilleure recrue, finalement remporté par Brayden Schenn des Wheat Kings de Brandon. En 2008-2009, Kane établit avec un total de 48 buts le record de la franchise jusqu'alors détenu par Adam Courchaine avec 43 buts. Il fut choisi en première ronde, en quatrième position par les Thrashers d'Atlanta lors du Repêchage d'entrée dans la LNH 2009.
Il joue deux saisons avec les Thrashers avant que cette équipe déménage en 2011 pour devenir les Jets de Winnipeg. À sa première saison à Winnipeg, il inscrit 30 buts en 74 matchs et termine la saison en tant que meilleur buteur des Jets.
Au cours de la saison 2014-2015, il est impliqué dans de nombreuses rumeurs d'échange et le 11 février 2015, il est finalement échangé aux Sabres de Buffalo en compagnie de Zach Bogosian et de Jason Kasdorf contre Tyler Myers, Drew Stafford, Joel Armia, Brendan Lemieux et un choix de première ronde au repêchage de 2015.
Au début de la saison 2021-2022, Evander Kane qui joue alors pour les Sharks de San José est suspendu 21 parties par la LNH pour avoir fourni un faux certificat de vaccination contre la COVID-19.

### Carrière internationale
Il représente l'équipe du Canada au niveau international. Il a participé aux sélections jeunes.

## Vie privée
Evander Kane et Anna Kane ont une fille,. Il divorce en 2021.
Le 20 janvier 2025, Kane a assisté à la deuxième investiture du président Donald Trump.

## Affaires judiciaires

### Accusation d'agression
Le 1er juillet 2016, Evander Kane a été poursuivi en justice par une femme de 21 ans qui l'a accusé de l'avoir agressée dans la chambre d'hôtel où il vivait. Selon des documents judiciaires, la femme a affirmé que Evander « l'avait rencontrée dans un bar, l'avait invitée à ce qu'il disait être une fête, puis l'avait attaquée, provoquant des coupures et des saignements nécessitant de multiples interventions chirurgicales ».
Le 1er août 2016, Kane a plaidé non coupable d'un chef d'accusation d'intrusion criminelle et de quatre chefs d'accusation de harcèlement non criminel après des confrontations avec quatre personnes distinctes dans un bar du centre-ville de Buffalo en juin 2016. À cette époque, Kane était membre des Sabres de Buffalo.
Selon un rapport de police, Kane aurait été impliqué dans une bagarre avec un videur dans un bar appelé Bottoms Up, après avoir prétendument attrapé une femme anonyme à la gorge et tenté de la forcer à monter dans une voiture à l'extérieur de la discothèque.
Un deuxième rapport de police allègue que lors d'un autre incident, Kane a attrapé une femme par les bras à l'intérieur de la discothèque et a tenté de la forcer à sortir. Evander Kane s'est rendu à la police de Buffalo fin juillet 2016. Le directeur général des Sabres, Tim Murray a déclaré à propos de l'incident « Qu'il ait fait ces choses ou non, ou qu'il soit coupable de ces choses ou non, ce n'est pas quelque chose que j'aime me lever le matin et lire, c'est sûr ». L'incident est survenu après un autre incident survenu en février, au cours duquel Kane avait été suspendu par l'équipe pour avoir manqué un entraînement après avoir assisté au NBA All-Star Game à Toronto. Le directeur général Murray a noté que le comportement de Kane hors glace a été très négatif tant pour le joueur que pour l'organisation des Sabres.
L'affaire été ajournée et rejetée. Appelé ajournement en prévision d'un licenciement, une affaire peut être ajournée pendant plus de six mois et après une période de temps déterminée, les accusations sont rejetées si l'accusé peut afficher et maintenir un bon comportement.

### Accusation de violence domestique et d'agression sexuelle
En septembre 2021, l'ex-femme de Kane a déposé une demande d'ordonnance d'interdiction pour violence domestique, comprenant des accusations contre Kane d'agression sexuelle et de coups et blessures domestiques. L'avocat de Kane a nié ces allégations.
En août 2021, Kane a reçu une ordonnance d'interdiction temporaire contre son ex-femme, Kane affirmant qu'elle l'avait agressé physiquement dans le passé et a demandé une ordonnance d'interdiction permanente. La NHL a annoncé qu'elle enquêtait sur les allégations de violence domestique.
Le 18 octobre 2021, la NHL a statué que les accusations de violence domestique ne pouvaient être fondées.

## Statistiques de carrière

### En club
| Saison     | Équipe                | Ligue      |     | Saison régulière | Saison régulière | Saison régulière | Saison régulière | Saison régulière |    | Séries éliminatoires | Séries éliminatoires | Séries éliminatoires | Séries éliminatoires | Séries éliminatoires |
| Saison     | Équipe                | Ligue      | PJ  | B                | A                | Pts              | Pun              | PJ               | B  | A                    | Pts                  | Pun                  |                      |                      |
| 2006-2007  | Giants de Vancouver   | LHOu       | 8   | 1                | 0                | 1                | 11               | 5                | 0  | 0                    | 0                    | 0                    |                      |                      |
| 2007-2008  | Giants de Vancouver   | LHOu       | 65  | 24               | 17               | 41               | 66               | 10               | 1  | 2                    | 3                    | 8                    |                      |                      |
| 2008-2009  | Giants de Vancouver   | LHOu       | 61  | 48               | 48               | 96               | 89               | 17               | 7  | 8                    | 15                   | 45                   |                      |                      |
| 2009-2010  | Thrashers d'Atlanta   | LNH        | 66  | 14               | 12               | 26               | 62               | -                | -  | -                    | -                    | -                    |                      |                      |
| 2010-2011  | Thrashers d'Atlanta   | LNH        | 73  | 19               | 24               | 43               | 68               | -                | -  | -                    | -                    | -                    |                      |                      |
| 2011-2012  | Jets de Winnipeg      | LNH        | 74  | 30               | 27               | 57               | 53               | -                | -  | -                    | -                    | -                    |                      |                      |
| 2012-2013  | Dinamo Minsk          | KHL        | 12  | 1                | 1                | 2                | 47               | -                | -  | -                    | -                    | -                    |                      |                      |
| 2012-2013  | Jets de Winnipeg      | LNH        | 48  | 17               | 16               | 33               | 80               | -                | -  | -                    | -                    | -                    |                      |                      |
| 2013-2014  | Jets de Winnipeg      | LNH        | 63  | 19               | 22               | 41               | 66               | -                | -  | -                    | -                    | -                    |                      |                      |
| 2014-2015  | Jets de Winnipeg      | LNH        | 37  | 10               | 12               | 22               | 56               | -                | -  | -                    | -                    | -                    |                      |                      |
| 2015-2016  | Sabres de Buffalo     | LNH        | 65  | 20               | 15               | 35               | 91               | -                | -  | -                    | -                    | -                    |                      |                      |
| 2016-2017  | Sabres de Buffalo     | LNH        | 70  | 28               | 15               | 43               | 113              | -                | -  | -                    | -                    | -                    |                      |                      |
| 2017-2018  | Sabres de Buffalo     | LNH        | 61  | 20               | 20               | 40               | 57               | -                | -  | -                    | -                    | -                    |                      |                      |
| 2017-2018  | Sharks de San José    | LNH        | 17  | 9                | 5                | 14               | 25               | 9                | 4  | 1                    | 5                    | 23                   |                      |                      |
| 2018-2019  | Sharks de San José    | LNH        | 75  | 30               | 26               | 56               | 153              | 20               | 2  | 6                    | 8                    | 61                   |                      |                      |
| 2019-2020  | Sharks de San José    | LNH        | 64  | 26               | 21               | 47               | 122              | -                | -  | -                    | -                    | -                    |                      |                      |
| 2020-2021  | Sharks de San José    | LNH        | 56  | 22               | 27               | 49               | 42               | -                | -  | -                    | -                    | -                    |                      |                      |
| 2021-2022  | Barracuda de San José | LAH        | 5   | 2                | 6                | 8                | 2                | -                | -  | -                    | -                    | -                    |                      |                      |
| 2021-2022  | Oilers d'Edmonton     | LNH        | 43  | 22               | 17               | 39               | 60               | 15               | 13 | 4                    | 17                   | 37                   |                      |                      |
| 2022-2023  | Oilers d'Edmonton     | LNH        | 41  | 16               | 12               | 28               | 53               | 12               | 3  | 2                    | 5                    | 46                   |                      |                      |
| 2023-2024  | Oilers d’Edmonton     | LNH        | 77  | 24               | 20               | 44               | 85               | 20               | 4  | 4                    | 8                    | 37                   |                      |                      |
| Totaux LNH | Totaux LNH            | Totaux LNH | 930 | 326              | 291              | 617              | 1 186            | 76               | 26 | 17                   | 43                   | 204                  |                      |                      |

### En équipe nationale
| Année | Évènement                   |   | PJ | B | A | Pts | Pun | +/-             |  | Résultat |
| 2008  | Mémorial Ivan Hlinka        | 6 | 4  | 3 | 7 | 10  |     | Médaille d'or   |  |          |
| 2009  | Championnat du monde junior | 6 | 2  | 4 | 6 | 2   |     | Médaille d'or   |  |          |
| 2010  | Championnat du monde        | 7 | 2  | 2 | 4 | 6   | +2  | Septième place  |  |          |
| 2011  | Championnat du monde        | 7 | 0  | 2 | 2 | 4   | +4  | Cinquième place |  |          |
| 2012  | Championnat du monde        | 8 | 4  | 3 | 7 | 2   | +6  | Cinquième place |  |          |

## Trophées et honneurs personnels

### Ligue de hockey de l'Ouest
- 2008-2009 : nommé dans la première équipe d'étoiles de l'ouest